# Izba Reprezentantów (Australia)
Izba Reprezentantów (House of Representatives) – izba niższa Parlamentu Australii, składająca się ze 150 członków wybieranych na trzyletnią kadencję. Deputowani wybierani są w jednomandatowych okręgach wyborczych z zastosowaniem ordynacji preferencyjnej (tzw. proporcjonalnego wyboru przedstawiciela).
Choć nazwa izby została zaczerpnięta z USA, jest ona w największym stopniu wzorowana na brytyjskiej Izbie Gmin. Przywódca partii lub koalicji posiadającej większość w Izbie obejmuje de facto automatycznie stanowisko premiera Australii (choć formalnie nominacja ta jest efektem decyzji gubernatora generalnego). W praktyce w Australii wykształcił się system dwublokowy, w którym u steru władzy wymieniają się prawica (stała koalicja Liberalnej Partii Australii i Narodowej Partii Australii) i lewica (Australijska Partia Pracy). Gdy lider jednego z tych obozów jest premierem, przywódca drugiego staje się liderem opozycji.
Podobnie jak w parlamencie brytyjskim, sala posiedzeń jest tak zaprojektowana, aby najważniejsi politycy obu obozów (tzw. frontbenchers, czyli dosłownie "siedzący w pierwszej ławce") siedzieli dokładnie naprzeciwko siebie, twarzą w twarz. W przypadku partii lub koalicji rządzącej skład grupy frontbenchers pokrywa się w większości ze składem rządu. Po stronie opozycyjnej są oni zwykle jednocześnie członkami gabinetu cieni. Posłowie siedzący w dalszych rzędach i odgrywający mniejszą rolę w politycznych bataliach nazywani są backbenchers (oba określenia również zaczerpnięto z Wielkiej Brytanii).